# Eerste klasse 1970-71 (basketbal België)
Het seizoen 1970-1971 was de 24e editie van de hoogste basketbalcompetitie. Het speelschema over 32 wedstrijden bleef ook dit seizoen van kracht, eerst liep de reguliere competitie over 22 speeldagen waarna de bovenste 6 met behoud van punten voor de titel speelden, de laatste zes voor de degradatie.
Bus Fruit Lier behaalde een eerste landstitel.
Racing White  en Okapi Aalst waren de nieuwkomers.

## Eindstand
- Voorronde

|  |    |                      | P  | W  | V  | G  | Ptn |
|  | -- | -------------------- | -- | -- | -- | -- | --- |
|  | 1  | Bus Fruit Lier       | 22 | 17 | 4  | 1  | 35  |
|  | 2  | Royal IV SCA         | 22 | 15 | 7  | 0  | 30  |
|  | 3  | Racing Bell Mechelen | 22 | 13 | 9  | 02 | 26  |
|  | 4  | Dits Pitzemburg      | 22 | 12 | 8  | 2  | 26  |
|  | 5  | Avanti Brugge        | 22 | 12 | 9  | 1  | 25  |
|  | 6  | RC Ford              | 22 | 11 | 9  | 2  | 24  |
|  | 7  | Standard Liège       | 22 | 11 | 10 | 1  | 23  |
|  | 8  | Okapi Aalst          | 22 | 9  | 10 | 3  | 21  |
|  | 9  | Athlon Ieper         | 22 | 9  | 12 | 1  | 19  |
|  | 10 | Bavi Vilvoorde       | 22 | 9  | 12 | 1  | 19  |
|  | 11 | Imperial Gent        | 22 | 7  | 13 | 2  | 16  |
|  | 12 | RC White             | 22 | 0  | 22 | 0  | 0   |

- Eerste afdeling A

|  |   |                      | P  | W  | V  | G | Ptn |
|  | - | -------------------- | -- | -- | -- | - | --- |
|  | 1 | Bus Fruit Lier       | 32 | 23 | 8  | 1 | 47  |
|  | 2 | Racing Bell Mechelen | 32 | 21 | 11 | 0 | 42  |
|  | 3 | Royal IV SCA         | 32 | 20 | 12 | 0 | 40  |
|  | 4 | Avanti Brugge        | 32 | 18 | 13 | 1 | 37  |
|  | 5 | Dits Pitzemburg      | 32 | 15 | 15 | 2 | 32  |
|  | 6 | RC Ford              | 32 | 13 | 17 | 2 | 28  |

- Eerste afdeling B

|  |   |                | P  | W  | V  | G | Ptn |
|  | - | -------------- | -- | -- | -- | - | --- |
|  | 1 | Standard Liège | 31 | 17 | 14 | 1 | 35  |
|  | 2 | Okapi Aalst    | 31 | 15 | 14 | 3 | 33  |
|  | 3 | Bavi Vilvoorde | 31 | 15 | 15 | 2 | 32  |
|  | 4 | Athlon Ieper   | 31 | 15 | 16 | 1 | 31  |
|  | 5 | Imperial Gent  | 31 | 11 | 18 | 3 | 25  |
|  | 6 | RC White       | 31 | 1  | 31 | 0 | 2   |

1928 · 1929 · 1930 · 1931 · 1932 · 1933 · 1934 · 1935 · 1936 · 1937 · 1938 · 1939 · 1940 · 1941 · 1942 · 1943 · 1944 · 1945 · 1946 · 1947 · 1948 · 1949 · 1950 · 1951 · 1952 · 1953 · 1954 · 1955 · 1956 · 1957 · 1958 · 1959 · 1960 · 1961 · 1962 · 1963 · 1964 · 1965 · 1966 · 1967 · 1968 · 1969 · 1970 · 1971 · 1972 · 1973 · 1974 · 1975 · 1976 · 1977 · 1978 · 1979 · 1980 · 1981 · 1982 · 1983 · 1984 · 1985 · 1986 · 1987 · 1988 · 1989 · 1990 · 1991 · 1992 · 1993 · 1994 · 1995 · 1996 · 1997 · 1998 · 1999 · 2000 · 2001 · 2002 · 2003 · 2004 · 2005 · 2006 · 2007 · 2008 · 2009 · 2010 · 2011 · 2012 · 2013 · 2014 · 2015 · 2016 · 2017 · 2018 · 2019 · 2020 · 2021